# Richwood (Ohio)
Richwood è un villaggio della Contea di Union, Ohio, negli USA. La popolazione ammontava, al censimento del 2000, a 2.156 abitanti. Il motto del villaggio è Dove l'orologio suona l'ospitalità.

## Geografia fisica
Secondo l'Ufficio del Censimento degli Stati Uniti, Richwood ha un'area di 3,2 km², di cui 3.1 km² di territorio e 0.1 km² di acqua.
Richwood si trova alla congiunzione delle Highways 37, 47 e 175.
unica fonte economica oltre le attività di pastorizia è l'omonima fabbrica artigianale di chitarre, la Richwood guitar & artist, in continua evoluzione nota agli esperti del settore per la qualità dei prodotti e l'alta competitività dei prezzi.